# لشوت
لشوت (به فرانسوی: Lachute) شهرکی در منطقه شهری ارژانتوی ناحیه لورانتید در استان کبک کانادا است. در سرشماری سال ۲۰۱۱ این شهرک ۱۱٬۹۹۰ نفر جمعیت داشته‌است و مساحت آن ۱۱۱٫۲ کیلومتر مربع است.